# Stanisław Spyra
Stanisław Spyra (ur. 27 września 1927 w Hroszówce, zm. 26 października 2004) – polski szermierz specjalizujący się w szpadzie, trener tej dyscypliny, uczestnik II wojny światowej.

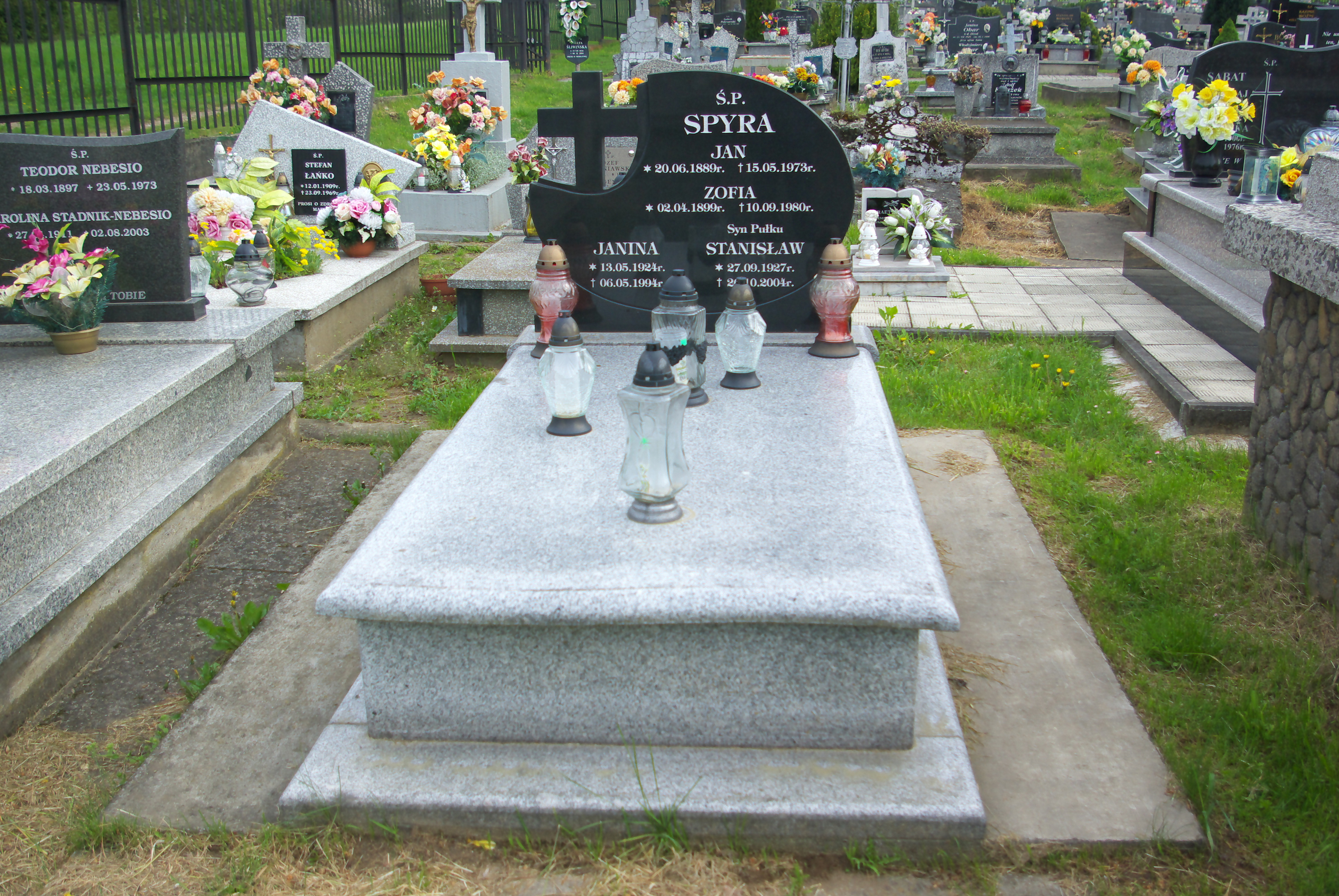
Grobowiec rodziny Spyra

## Życiorys
Urodził się 27 września 1927 w Hroszówce. Był synem Jana (1889-1973) i Zofii (1889-1980). Do szkoły podstawowej uczęszczał w rodzinnej Hroszówce (I-III klasa od 1934-1937), w Lisznej (IV) i w Sanoku. Po wybuchu II wojny światowej i agresji ZSRR na Polskę, gdy jego rodzinna wieś trafiła na obszar okupacji sowieckiej ziem polskich (prawy brzeg Sanu), 10 lutego 1940 został deportowany wraz z ojcem na Sybir do Krasnouralska. Tam pracował w kuźni jako pomocnik kowala. Po układzie Sikorski-Majski ochotniczo wstąpił do formujących się Polskich Sił Zbrojnych w ZSRR i został przydzielony do 2 Armii Wojska Polskiego. Został przeszkolony w Sumach i przeszedł kurs w Podoficerskiej Szkole Broni Pancernej w Uljanowsku. Mianowany plutonowym służył jako mechanik kierowca czołgu T-34 w szeregach I batalionu w składzie 3 Brygady Pancernej. Został ciężko ranny w płonącym czołgu podczas bitwy pod Budziszynem w kwietniu 1945.
Po wojnie zatrzymał się tymczasowo w sanockich Olchowcach (nie mogąc powrócić do spacyfikowanej w ramach akcji „Wisła” rodzinnej wsi). Pod koniec 1945 został uznany za niezdolnego do służby wojskowej z uwagi na obrażenia zdrowia. Wyjechał do Warszawy, gdzie pracował jako kierowca przedsiębiorstwa w ramach odgruzowywania stolicy. Wówczas ukończył VI i VII klasę szkoły podstawowej. Latem 1947 postanowił kontynuować edukację w Sanoku. W ramach uruchomionych tam po wojnie szkół mechanicznych w 1949 ukończył Gimnazjum Przemysłowe Państwowej Fabryki Wagonów z tytułem ślusarza, a w 1951 ukończył Państwowe Liceum Mechaniczne z tytułem technika mechanika – technologa (w jego klasach był m.in. Mieczysław Majewski). Następnie, po otrzymaniu nakazu pracy, pracował w Fabryce Sprzętu Lotniczego w Mielcu.
Podjął studia na Akademii Wychowania Fizycznego w Warszawie, które ukończył w 1955. Podczas studiów rozpoczął uprawianie szermierki, reprezentował barwy AZS-AWF Warszawa i został powołany do kadry Polski w tej dyscyplinie. Został zwycięzcą zawodów o mistrzostwo Warszawy w szpadzie. Po studiach został asystentem w Katedrze Szermierki AWF w Warszawie. W tym czasie był wykładowcą, uczestniczył w zawodach i zgrupowaniach. Karierę zawodniczą zakończył w 1964. Wówczas został trenerem klubowym. W 1970 opublikował książkę pt. Metodyka nauczania. Floret – szabla – szpada. W 1970 otrzymał tytuł trenera klasy mistrzowskiej. Następnie wyjechał za granicę. Był szkoleniowcem reprezentacji Danii w szermierce. Później pracował w Boliwii i Portugalii. Przez ponad trzy dekady działalności jego wychowankami zostało ponad 500 trenerów szermierki II klasy.
W 2000 otrzymał nominację na stopień oficerski podporucznika z nominacji prezydenta RP. Zamieszkał w sanockiej dzielnicy Olchowce. Zmarł 26 października 2004. Został pochowany w grobowcu rodzinnym na Cmentarzu Olchowieckim w Sanoku.

## Odznaczenia i wyróżnienia
Cywilne
- Krzyż Oficerski Orderu Odrodzenia Polski
- Krzyż Kawalerski Orderu Odrodzenia Polski
- Złoty Krzyż Zasługi
- Medal Komisji Edukacji Narodowej
- Odznaka „Przodownik Pracy” (1952)[5]
- Odznaka „Zasłużony Działacz Kultury Fizycznej”

Wojskowe
- Krzyż Walecznych
- Medal „Zasłużonym na Polu Chwały”
- Medal za Odrę, Nysę, Bałtyk
- Medal Zwycięstwa i Wolności 1945
- Medal „Za udział w walkach o Berlin”
- Medal „Za zwycięstwo nad Niemcami w Wielkiej Wojnie Ojczyźnianej 1941–1945” (ZSRR)
- Medal Gen. Władysława Sikorskiego
- Medalice Rekonnaissance
- Dyplom Naczelnego Wodza „za walkę z najeźdźcą”